# 1042

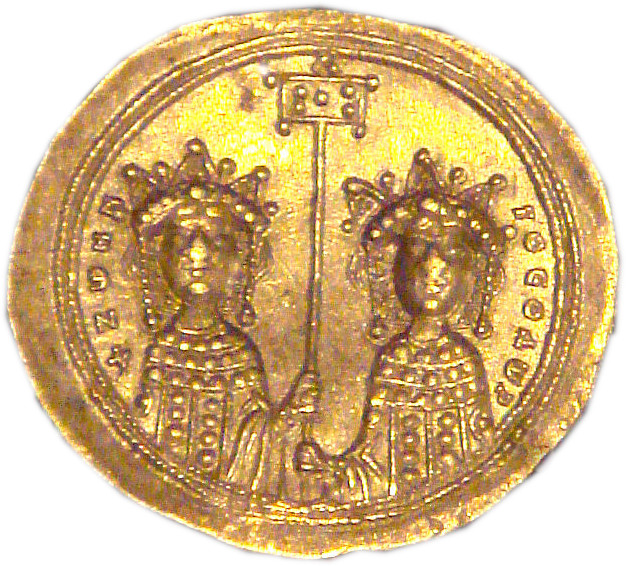
Zoë en Theodora, gezamenlijke keizerinnen van Byzantium

Het jaar 1042 is het 42e jaar in de 11e eeuw volgens de christelijke jaartelling.

## Gebeurtenissen
april

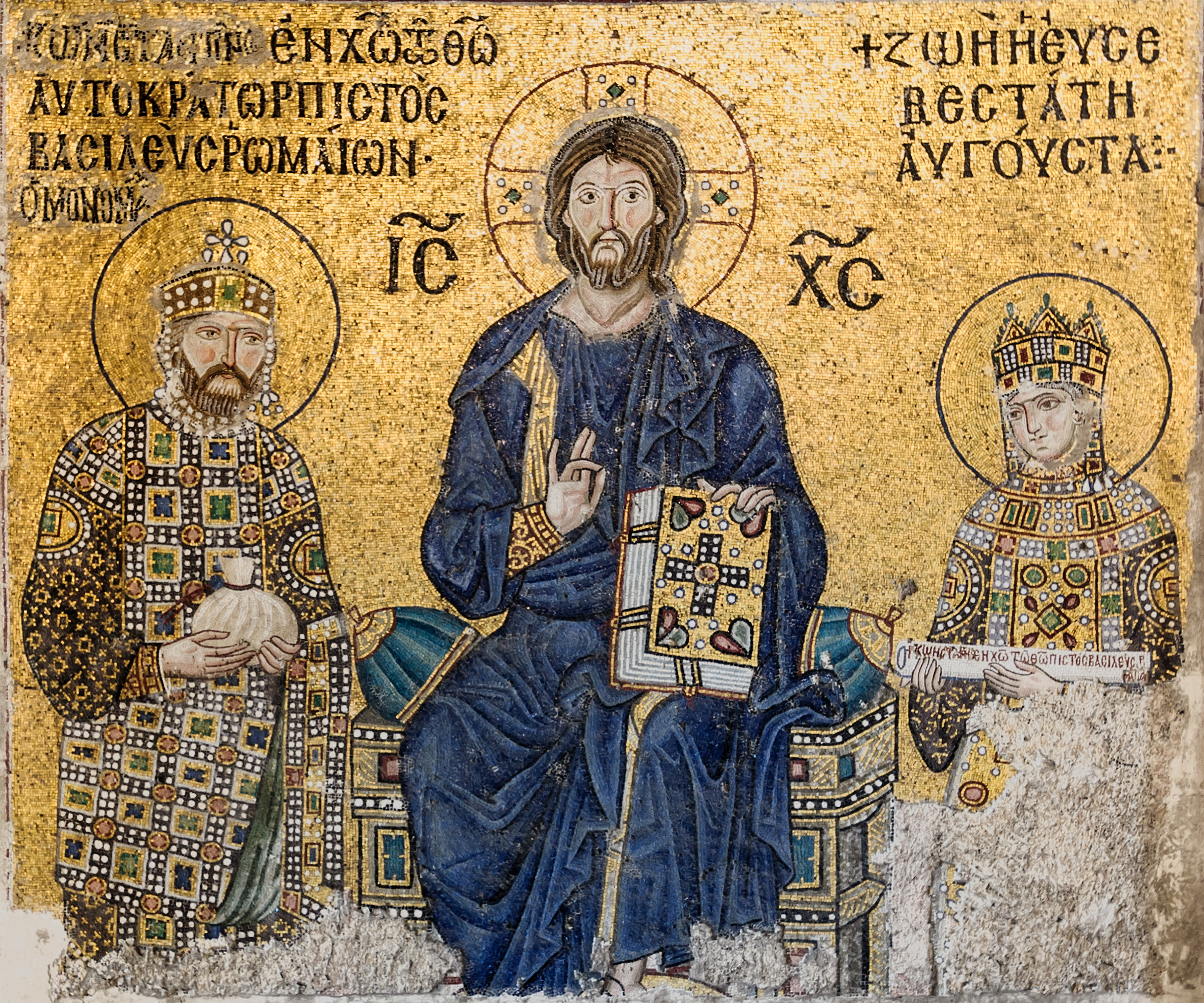
Mozaïek van keizer Constantijn IX en keizerin Zoë

- 18 - Keizer Michael V tracht zich te ontdoen van keizerin Zoë, zijn adoptiefmoeder, die al sinds 1028 via haar echtgenoten regeert, door haar en haar zuster Theodora in een klooster te zenden.
- 19 - In een volksopstand, gesteund door de kerk wordt keizer Michael V tot aftreden gedwongen. Zoë en Theodora nemen gezamenlijk het bewind over.
- 20 - De afgezette keizer Michael V wordt in opdracht van Theodora blind gemaakt. Hij wordt op zijn beurt in een klooster gezonden, waar hij enkele maanden later overlijdt.

juni
- 11 - Na wrijvingen tussen Zoë en Theodora, trouwt Zoë opnieuw, met Constantijn Monomachos, die keizer wordt.

november
- 2 - Stormvloed van 1042 in Vlaanderen.

zonder datum
- Willem met de IJzeren Arm, leider van de (tegen de Byzantijnen in opstand gekomen) Normandiërs in Zuid-Italië, wordt uitgeroepen tot graaf van Apulië.
- Georgios Maniakes, katapan van Italië, komt in opstand tegen Constantijn IX.
- Lodewijk van Mömpelgard wordt graaf van Montbéliard.
- De heropbouw van de Heilig Grafkerk wordt begonnen.
- Constantijn IX sticht op Chios het Nea Moni - klooster.
- Bisschop Bernold van Utrecht krijgt grafelijke rechten over de oostoever van de Zuiderzee.
- De Janskerk in Utrecht wordt gebouwd. (jaartal bij benadering)
- Wolfrad van Altshausen sticht een parochiekerk die zal uitgroeien tot de abdij Sankt Georg en de stad Isny im Allgäu.
- Voor het eerst genoemd: Burst

## Opvolging
- Beieren: koning Hendrik III opgevolgd door Hendrik II van Luxemburg
- Byzantijnse Rijk: Michaël V Kalaphates opgevolgd door Zoë Porphyrogenita en Theodora III, op hun beurt opgevolgd door Constantijn IX Monomachos
- Clermont: Boudewijn II opgevolgd door zijn schoonzoon Reinoud I
- Denemarken: Knoet III (Hartaknoet) opgevolgd door Magnus I van Noorwegen
- Engeland: Hartaknoet opgevolgd door zijn halfbroer Eduard de Belijder
- katapanaat van Italië: Exaugustus Boioannes achtereenvolgens opgevolgd door Synodianos, Georgios Maniakes, Pardos en Basilios Theodorocanus
- Luik: Nithard opgevolgd door Waso
- Sevilla: Moehammad ibn Ismaïl opgevolgd door zijn zoon al Moetadid

## Geboren
- Gissur Ísleifsson, bisschop van Skálholt (IJsland)

## Overleden
- 8 juni - Hardeknoet, koning van Denemarken (1035-1042) en Engeland (1040-1042)
- 24 augustus - Michaël V Kalaphates, keizer van Byzantium (1041-1042)
- Boudewijn II, graaf van Clermont en
- Godfried I graaf van Joigny (jaartal bij benadering)
- Thetburga, Fries edelvrouw (jaartal bij benadering)